# Маунт-Стерлінг (Огайо)
Маунт-Стерлінг (англ. Mount Sterling) — селище (англ. village) в США, в окрузі Медісон штату Огайо. Населення — 1945 осіб (2020).

## Географія
Маунт-Стерлінг розташований за координатами 39°43′15″ пн. ш. 83°15′50″ зх. д. / 39.72083° пн. ш. 83.26389° зх. д. (39.720778, -83.264012).  За даними Бюро перепису населення США в 2010 році селище мало площу 4,47 км², уся площа — суходіл.

## Демографія
Згідно з переписом 2010 року, у селищі мешкали 1782 особи в 738 домогосподарствах у складі 456 родин. Густота населення становила 399 осіб/км².  Було 841 помешкання (188/км²).
Расовий склад населення:
| - 97,5 % — білих - 0,7 % — азіатів - 0,4 % — корінних американців - 0,3 % — чорних або афроамериканців |

До двох чи більше рас належало 0,7 %. Частка іспаномовних становила 2,0 % від усіх жителів.
За віковим діапазоном населення розподілялося таким чином: 24,1 % — особи молодші 18 років, 62,8 % — особи у віці 18—64 років, 13,1 % — особи у віці 65 років та старші. Медіана віку мешканця становила 36,3 року. На 100 осіб жіночої статі у селищі припадало 90,4 чоловіків;  на 100 жінок у віці від 18 років та старших — 86,5 чоловіків також старших 18 років.
Середній дохід на одне домашнє господарство  становив 45 673 долари США (медіана — 34 233), а середній дохід на одну сім'ю — 54 527 доларів (медіана — 43 355). Медіана доходів становила 33 804 долари для чоловіків та 33 140 доларів для жінок. За межею бідності перебувало 23,0 % осіб, у тому числі 35,8 % дітей у віці до 18 років та 16,0 % осіб у віці 65 років та старших.
Цивільне працевлаштоване населення становило 780 осіб. Основні галузі зайнятості: роздрібна торгівля — 21,9 %, освіта, охорона здоров'я та соціальна допомога — 20,3 %, виробництво — 16,8 %.